# Jécori
Jécori är en ort i Mexiko.   Den ligger i kommunen Cumpas och delstaten Sonora, i den nordvästra delen av landet, 1 600 km nordväst om huvudstaden Mexico City. Jécori ligger 710 meter över havet och antalet invånare är 611.
Terrängen runt Jécori är platt åt nordost, men åt sydväst är den kuperad. Jécori ligger nere i en dal. Runt Jécori är det mycket glesbefolkat, med 2 invånare per kvadratkilometer. Närmaste större samhälle är Cumpas, 7,9 km nordväst om Jécori. Omgivningarna runt Jécori är i huvudsak ett öppet busklandskap.